# Christiaan Barnard

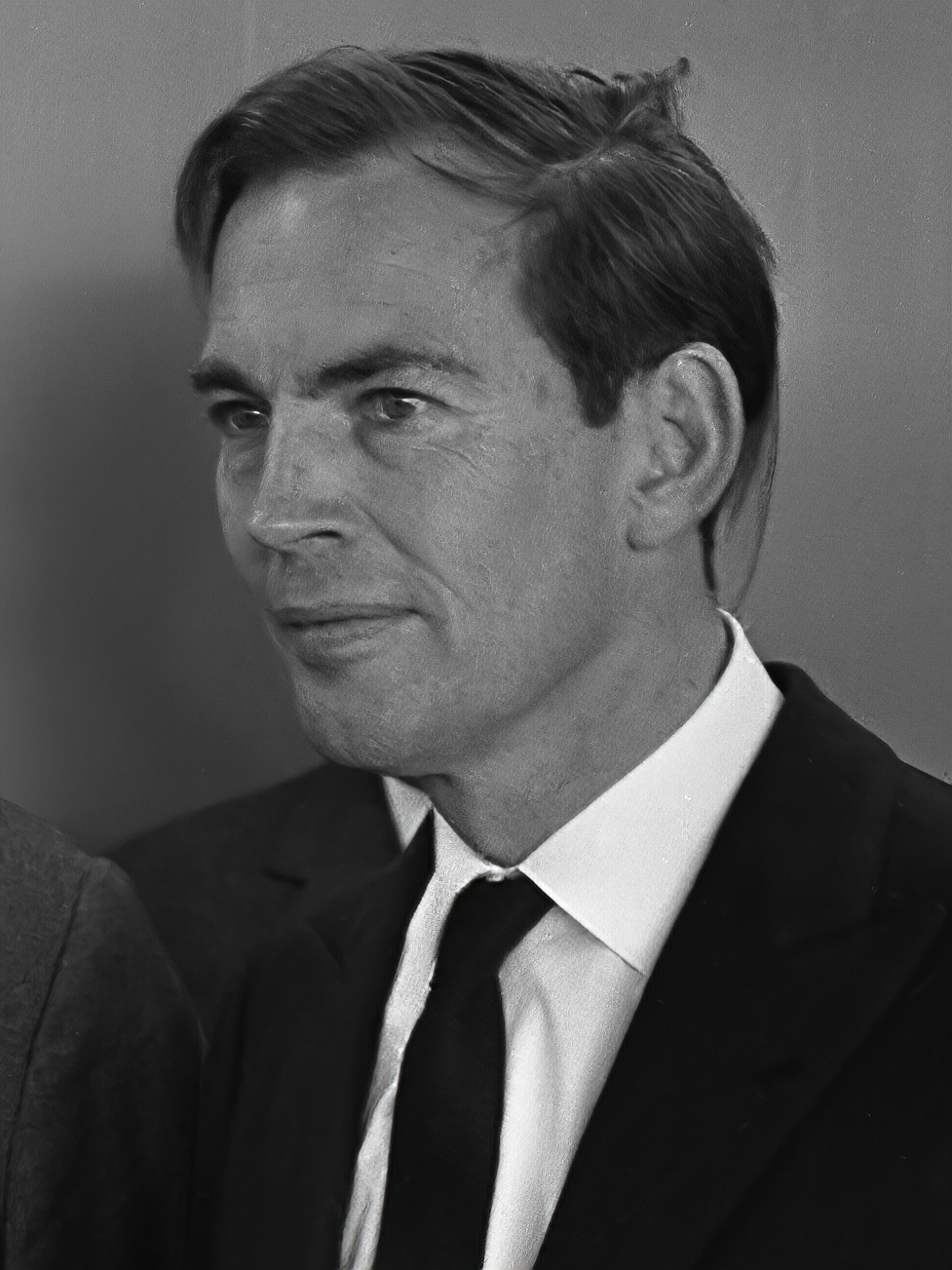
Christiaan Barnard el 1968 a Amsterdam

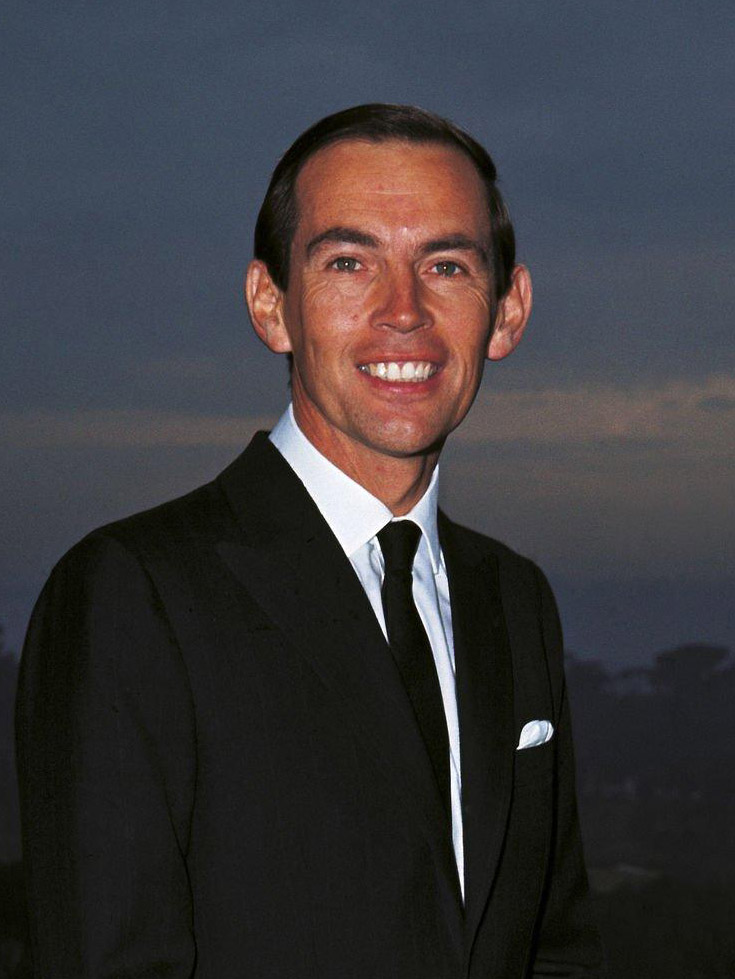
El Dr. Barnard en una visita a Roma el 1968

Christiaan Neethling Barnard (Beaufort West -Província del Cap-, 8 de novembre de 1922 / Paphos -Xipre-, 2 de setembre de 2001) fou un cirurgià cardiovascular sud-africà que va ser el primer a fer amb èxit un trasplantament de cor entre humans.

## Biografia
El seu pare, Adam Barnard, fou un pastor de l'Església Reformada Holandesa i la seua mare, Maria, tocava l'orgue a l'església. Christiaan va ser un dels cinc fills del matrimoni. Un dels seus germans, Abraham, va morir a l'edat de cinc anys a causa d'una malaltia del cor. Molts anys més tard, el seu germà més petit, Marius, seria nomenat com la seua mà dreta al Departament de Cirurgia Cardíaca de la Universitat de Ciutat del Cap.
Es graduà en medicina el 1953 a Ciutat del Cap. A l'hospital Groote Schuur, de la mateixa localitat, va exercir com a cirurgià general. Fou el 1955 que obtingué una beca per especialitzar-se en cardiologia a Minnesota, als Estats Units, on tingué professors com el doctor O. H. Wangesteen i el doctor Shumway, que li ensenyà la tècnica de trasplantar cors d'animals.
De tornada al seu país, el 1962, fou nomenat cap de cirurgia toràcica a l'hospital Groote Schuur. El 3 de desembre del 1967 realitzà el primer trasplantament de cor a Louis Washkansky, a qui col·locà el d'una jove de 24 anys. El pacient, però, morí 18 dies després a causa d'una pneumònia. El segon trasplantament fou el 1968 i aquest cop el cor bategà durant 563 dies gràcies a l'ajut de fàrmacs com la ciclosporina.
El 1974 realitzà un doble trasplantament de cor. A causa d'una artritis hagué d'abandonar l'exercici professional de la cirurgia, quan ja comptava amb 140 trasplantaments realitzats. Posteriorment es dedicà a la recerca sobre l'envelliment dels organismes. La seua agitada vida sentimental fou recollida en una biografia, La segona vida, publicada el 1993. Molt compromès en contra de la política d'apartheid, al final de la seua vida també es va implicar en causes humanitàries. El 2001 va morir als 78 anys d'un atac d'asma, quan estava de vacances a Xipre.

## Obres
A banda de les seues autobiografies, el Dr. Barnard també va escriure diversos llibres:
- The Donor
- Your Healthy Heart
- In The Night Season
- The Best Medicine
- Arthritis Handbook: How to Live With Arthritis
- Good Life Good Death: A Doctor's Case for Euthanasia and Suicide
- South Africa: Sharp Dissection
- 50 Ways to a Healthy Heart
- Body Machine